# Miconia bailloniana
Miconia bailloniana es una especie de planta fanerógama en la familia de Melastomataceae. 
Es endémica de Perú y de Bolivia. 

## Taxonomía
Miconia bailloniana fue descrita por James Francis Macbride y publicado en Publications of the Field Museum of Natural History, Botanical Series 13(4/1): 388. 1941.
Etimología
Miconia: nombre genérico que fue otorgado en honor del botánico catalán Francisco Micó.
bailloniana: epíteto otorgado en honor del botánico Henri Ernest Baillon.
Sinonimia
- Pterocladon sprucei Hook. f. ex Cogn.[4]